# Casimir Gzowski

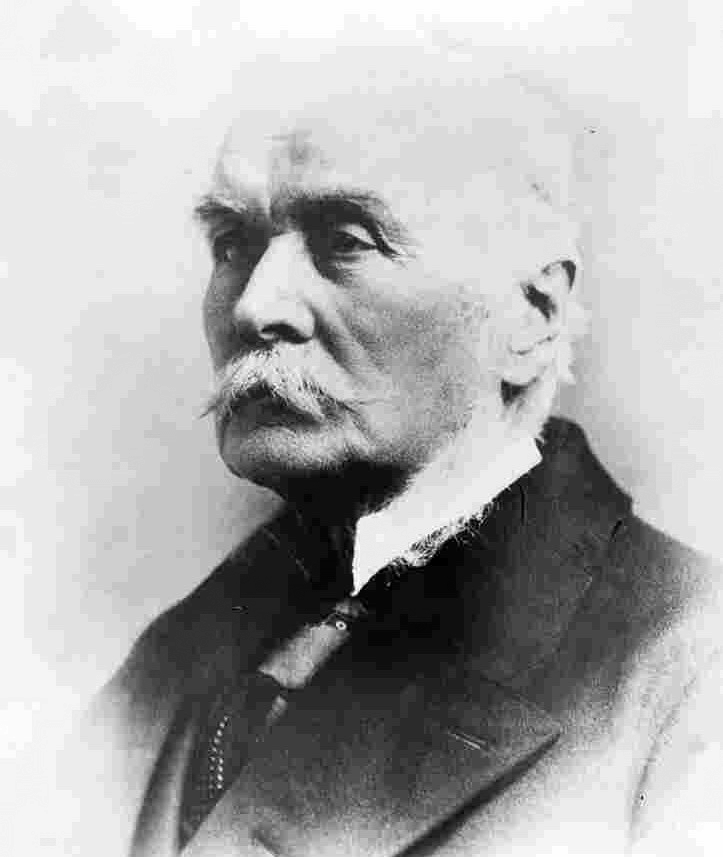
Casimir Gzowski

Sir Casimir Stanislaus Gzowski, KCMG (* 5. März 1813 in Sankt Petersburg, Russisches Kaiserreich als Kazimierz Stanisław Gzowski; † 24. August 1898 in Toronto, Ontario) war ein kanadischer Ingenieur polnischer Abstammung. Nach dem gescheiterten Novemberaufstand von 1830 kam er nach Nordamerika, wo er zunächst als Rechtsanwalt und später als Ingenieur tätig war. Als Unternehmer führte er zahlreiche Bauprojekte in Kanada aus, darunter ein bedeutendes Teilstück der Grand Trunk Railway. Von 1896 bis 1897 war er interimistischer Vizegouverneur der Provinz Ontario.

## Biografie
Er war der älteste Sohn von Graf Stanisław Gzowski, einem Hauptmann der Leibwache von Zar Alexander I. Da er wie sein Vater eine militärische Laufbahn einschlagen sollte, erhielt er seine Ausbildung am renommierten Lyzeum in Krzemieniec. Gzowski schloss sich dem polnischen Novemberaufstand von 1830 an und geriet dabei in österreichische Gefangenschaft. Nach über zweieinhalb Jahren als Kriegsgefangener wurden er und 263 weitere Inhaftierte nach Nordamerika abgeschoben. Im November 1834 kam Gzowski in New York an. Er fand sich mithilfe exilpolnischer Organisationen mit der neuen Situation zurecht, lernte Englisch und fand in Massachusetts eine Stelle in einem Anwaltsbüro.
1837 nahm Gzowski die US-amerikanische Staatsbürgerschaft an. Nach kurzer Tätigkeit als Rechtsanwalt in Pennsylvania entschloss er sich dazu, auf seine Erfahrungen als Militäringenieur zurückzugreifen und baute ein Teilstück der Erie Railroad. 1841 zog er nach Kanada, um im Süden Ontarios staatliche Projekte auszuführen, darunter die Wiederinstandsetzung des Wellandkanals, den Ausbau der Yonge Street sowie zahlreiche Straßen und Brücken. 1842 ließ er sich mit seiner Familie in London (Ontario) nieder. 1846 wurde er britischer Staatsbürger, um leichter an weitere Aufträge zu kommen.
1849 stellte die von Alexander Tilloch Galt gegründete Bahngesellschaft Atlantic and St. Lawrence Railroad Gzowski als neuen Chefingenieur an, da sie mit der bisherigen Bauausführung unzufrieden gewesen war. Zu diesem Zweck gründete Gzowski in seinem neuen Wohnort Sherbrooke das Unternehmen C.S. Gzowski & Co. 1852 erhielt es den Zuschlag zum Bau der Strecke Toronto–Guelph. Ein Jahr später wurde die Atlantic and St. Lawrence mit mehreren anderen Projekten zur Grand Trunk Railway fusioniert und Gzowski baute über Guelph hinaus weiter bis nach Sarnia. Mit modernen Planungsmethoden konnte er die Kosten deutlich unter dem Budget halten, wodurch er und seine Mitaktionäre einen beträchtlichen Gewinn erzielten. 1855 scheiterte jedoch das Projekt zum Bau einer Uferpromenade in Toronto, als die Stadtbehörden den Auftrag wegen Gzowskis Interessenkonflikten annullierten.
Von seinem neuen Firmensitz an Torontos Bay Street aus baute Gzowski verschiedene Zweigstrecken der Grand Trunk Railway im Südwesten Ontarios sowie eine Strecke von Port Huron nach Detroit. Als der Eisenbahnboom allmählich nachließ, diversifizierte er in den Immobilienhandel und den Bau von Industrieanlagen. Sein letztes großes Projekt war die 1873 eröffnete International Railway Bridge von Fort Erie über den Niagara River nach Buffalo. Das Angebot von John Macdonald, bei der Unterhauswahl 1867 zu kandidieren, lehnte Gzowski entschieden ab, da er mit Politik nichts zu tun haben wollte. Er war aber Mitglied verschiedener staatlicher Kommissionen. Königin Victoria schlug ihn 1890 zum Ritter. Nach dem gesundheitlich bedingten Rücktritt von George Airey Kirkpatrick war Gzowski ab 7. November 1896 interimistischer Vizegouverneur, bis er dieses repräsentative Amt am 18. November 1897 an Oliver Mowat übergab.

## Nachwirkung
Die kanadische Regierung, vertreten durch den für das Historic Sites and Monuments Board of Canada zuständigen Minister, ehrte Gzowski am 29. Mai 1956 für sein Wirken und erklärte ihn zu einer „Person von nationaler historischer Bedeutung“.